# María Claudia Falcone
María Claudia Falcone (La Plata, 16 d'agost de 1960) va ser una estudiant i militant de drets estudiantils de La Plata (Argentina), desapareguda el 16 de setembre de 1976, en els primers mesos de la dicatdura militar, durant el fets coneguts posteriorment com la Noche de los Lápices (la Nit dels Llapis). Aquells fets van implicar el segrest, tortura i desaparició de deu estudiants que es manifestaven partidaris de la implementació d'una tarifa especial per a estudiants de secundària durant el Procés de Reorganització Nacional, la dictadura militar que va prendre el poder a l'Argentina a finals de la dècada de 1970 i principis de la dècada de 1980.
María Claudia Falcone, que tenia setze anys en ser segrestada, mai no va aparèixer, sabent-se que va ser detinguda de forma il·legal per personal depenent de l'Exèrcit Argentí, mantinguda en captivitat en diferents centres clandestins de detenció com ara la Brigada de Investigaciones de Banfield (l'anomenat Pozo de Banfield), etc., sofrint el tractament habitual reservat als captius pel personal dels grupos de tareas (grup de tasques), és a dir, tota mena de tortures físiques i psicològiques i violacions.
Pablo Alejandro Díaz, també segrestat durant la Nit dels Llapis i un dels quatre estudiants que hi van sobreviure, va declarar que va veure per última vegada Claudia Falcone el 28 de desembre de 1976.
Segons declaracions del mateix Pablo Díaz durant el Judici a les Juntes, Claudia Falcone va col·laborar amb ell en la manutenció de les desaparegudes embarassades del Pozo de Banfield.
Els pares de María Claudia Falcone, malgrat ser segrestats i desapareguts dues vegades per la dictadura, van sobreviure a les detencions.

## Homenatges
El 1998 la comunitat de la Escuela Media Municipal Número 7 del Barrio de Palermo de la ciutat de Buenos Aires va decidir batejar la seva institució amb el nom de "María Claudia Falcone".
El 2007, la Subsecretaría de Organización y Capacitación Popular, depenent del Ministerio de Desarrollo Social de l'Argentina, i per iniciativa de distintes organitzacions de drets humans, va llançar el Programa Claudia Falcone, amb l'objectiu de difondre els drets humans en les escoles.